# Damernas +87 kg i tyngdlyftning vid olympiska sommarspelen 2020
Damernas tyngdlyftning i +87-kilosklassen vid olympiska sommarspelen 2020 hölls den 2 augusti 2021 i Tokyo International Forum i Tokyo.
Li Wenwen från Kina tog guld, brittiska Emily Campbell tog silver och Sarah Robles från USA tog brons. Under tävlingen blev även Laurel Hubbard historisk som den första transsexuella att tävla i OS.

## Tävlingsformat
Varje tyngdlyftare får tre försök i ryck och stöt. Deras bästa resultat i de båda lyften kombineras till ett totalt resultat. Om någon tävlande misslyckas att få ett godkänt lyft, så blir de utslagna. Ifall två tyngdlyftare hamnar på samma resultat, är idrottaren med lägre kroppsvikt vinnare.

## Rekord
Innan tävlingens start gällde följande rekord.
| Världsrekord | Ryck   | Li Wenwen (CHN) | 148 kg | Tasjkent, Uzbekistan | 25 april 2021 |
| Världsrekord | Stöt   | Li Wenwen (CHN) | 187 kg | Tasjkent, Uzbekistan | 25 april 2021 |
| Världsrekord | Totalt | Li Wenwen (CHN) | 335 kg | Tasjkent, Uzbekistan | 25 april 2021 |

## Resultat
| Placering | Idrottare                | Nation                  | Grupp | Kroppsvikt | Ryck (kg) | Ryck (kg) | Ryck (kg) | Ryck (kg) | Stöt (kg) | Stöt (kg) | Stöt (kg) | Stöt (kg) | Totalt   |
| Placering | Idrottare                | Nation                  | Grupp | Kroppsvikt | 1         | 2         | 3         | Resultat  | 1         | 2         | 3         | Resultat  | Totalt   |
| --------- | ------------------------ | ----------------------- | ----- | ---------- | --------- | --------- | --------- | --------- | --------- | --------- | --------- | --------- | -------- |
| 1         | Li Wenwen                | Kina                    | A     | 150,10     | 130       | 135       | 140       | 140 0OR0  | 162       | 173       | 180       | 180 0OR0  | 320 0OR0 |
| 2         | Emily Campbell           | Storbritannien          | A     | 124,80     | 118       | 122       | 122       | 122       | 150       | 156       | 161       | 161       | 283      |
| 3         | Sarah Robles             | USA                     | A     | 148,30     | 120       | 125       | 128       | 128       | 150       | 154       | 157       | 154       | 282      |
| 4         | Lee Seon-mi              | Sydkorea                | A     | 118,90     | 118       | 122       | 125       | 125       | 148       | 152       | 155       | 152       | 277      |
| 5         | Nurul Akmal              | Indonesien              | A     | 113,55     | 107       | 111       | 115       | 115       | 141       | 151       | 154       | 141       | 256      |
| 6         | Charisma Amoe-Tarrant    | Australien              | A     | 154,05     | 95        | 100       | 105       | 105       | 123       | 128       | 138       | 138       | 243      |
| 7         | Verónica Saladín         | Dominikanska republiken | A     | 126,20     | 105       | 111       | 116       | 111       | 125       | 131       | –         | 131       | 242      |
| 8         | Kuinini Manumua          | Tonga                   | A     | 108,50     | 100       | 103       | 106       | 103       | 125       | 125       | 128       | 125       | 228      |
| 9         | Eyurkenia Duverger       | Kuba                    | B     | 103,65     | 96        | 100       | 100       | 96        | 120       | 124       | 129       | 129       | 225      |
| 10        | Sarah Fischer            | Österrike               | A     | 93,35      | 93        | 97        | 97        | 97        | 117       | 123       | 123       | 123       | 220      |
| 11        | Anna Van Bellinghen      | Belgien                 | B     | 87,10      | 96        | 100       | 100       | 96        | 115       | 119       | 123       | 123       | 219      |
| 12        | Erdenebatyn Bilegsaikhan | Mongoliet               | B     |            | 80        | 85        | 87        | 85        | 115       | 120       | 122       | 122       | 207      |
| 13        | Scarleth Ucelo           | Guatemala               | B     | 113,50     | 86        | 87        | 87        | 87        | 107       | 112       | 116       | 116       | 203      |
| –         | Laurel Hubbard           | Nya Zeeland             | A     | 146,70     | 120       | 125       | 125       | –         | –         | –         | –         | –         | DNF      |